# Apocheiridium pelagicum
Espèce
Apocheiridium pelagicum est une espèce de pseudoscorpions de la famille des Cheiridiidae.

## Distribution
Cette espèce se rencontre au Viêt Nam, au Cambodge et au Laos.

## Publication originale
- Redikorzev, 1938 : Les pseudoscorpions de l'Indochine française recueillis par M.C. Dawydoff. Mémoires du Muséum National d'Histoire Naturelle, Paris, vol. 10, p. 69-116.